# Vagabundear
Vagabundear es el primer disco de la banda argentina Alakrán, editado en 1989 por Halley Records.
El exguitarrista del grupo, Gady Pampillón (en ese momento miembro de La Torre), aparece como invitado en el solo de "Si todo sigue igual (Enciéndelo)".

## Lista de temas
Lado A
1. Vagabundear (Ian & Leon)
2. No dejes de brillar (Ian, Ruth & Leon)
3. Siempre que pienso en vos (Ian & Ruth)
4. Alguien nos divide (Ian & Ruth)

Lado B
1. Vas a ser un dominado (Ian, Ruth & Leon)
2. Si todo sigue igual (Enciéndelo) (Ian, Ruth, Leon & Griego)
3. We Want More (Ian, Ruth & Leon)
4. Rock and Roll Is Action (Ian & Ruth)
5. Entre cielo, tierra y mar (Ian, Ruth & Leon)

## Personal
- Mario Ian - voz, guitarra acústica
- Walter Curry - guitarra
- Yulie Ruth - bajo
- Ricky "Griego" Alonso - batería
- Mario Garcia Barbe - teclados (invitado)
- Gady Pampillón - guitarra (invitado en Enciendelo)